# Exèrcit romà

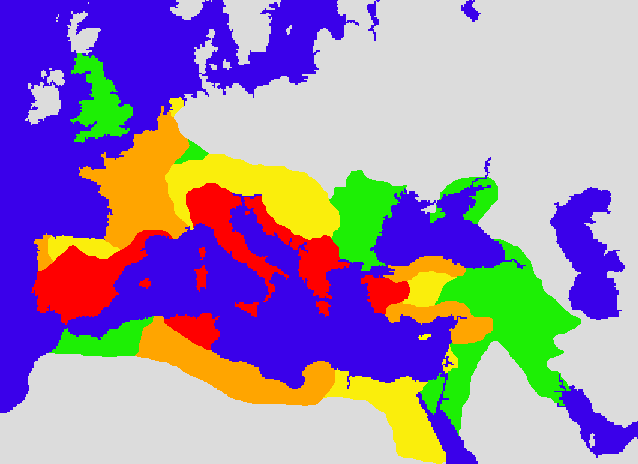
Mapa de l'Imperi Romà a l'any 133 aC (vermell), 44 aC (taronja), 14 dC (groc), i 117 dC (verd).

L'exèrcit romà era l'exèrcit de l'antiga Roma. Va fer possible que la civilització de l'antiga Roma dominés tota la Mediterrània entre els segles I aC i V dC.

## Monarquia

### El servei
El servei afectava els ciutadans entre disset i seixanta anys. Fins als quaranta-cinc participaven en les campanyes i els de més edat defensaven les ciutats i formaven la reserva. En general, les classes altes no intentaven defugir el servei militar, ja que el seu compliment era imprescindible per a poder accedir a les magistratures de l'Estat i fer carrera política (el cursus honorum).
L'organització política bàsica en aquella època era la gens. La lleva obligava a cada gens a proporcionar un cert nombre d'homes armats més altres homes de suport. El requisit bàsic era ésser ciutadà romà (infanteria o cavalleria pesades) o bé ciutadà d'algun poble baix domini romà (vèlits i cavalleria lleugera), fet que contribuïa que l'exèrcit tingués una moral elevada i un gran fervor patriòtic. No es tenien en compte altres factors com la religió o el color de la pell. Per contra, l'habitual entre els pobles i civilitzacions de l'època era un exèrcit format per mercenaris professionals sense importar el seu origen.
La lleva només era obligatòria en temps de guerra, però les contínues guerres en les quals Roma es veia implicada feien que en la pràctica la lleva sempre estigués en vigor. Encara que els soldats percebien una paga (no molt elevada) els seus camps de cultiu quedaven desatesos, cosa que inevitablement els causava pèrdues si la campanya s'allargava.
Amb el temps, els criteris de sang noble es van anar relaxant. A mitjan segle vi aC el rei Servi Tul·li va posar la riquesa personal per davant del criteri de sang en relació als drets i deures dels ciutadans. Entre aquests drets i deures es trobava l'exèrcit. Servi Tul·li va dividir Roma en trenta tribus i va agrupar els ciutadans en cinc classes socials, subdividides en un total de cent noranta-tres centúries.

### La legió

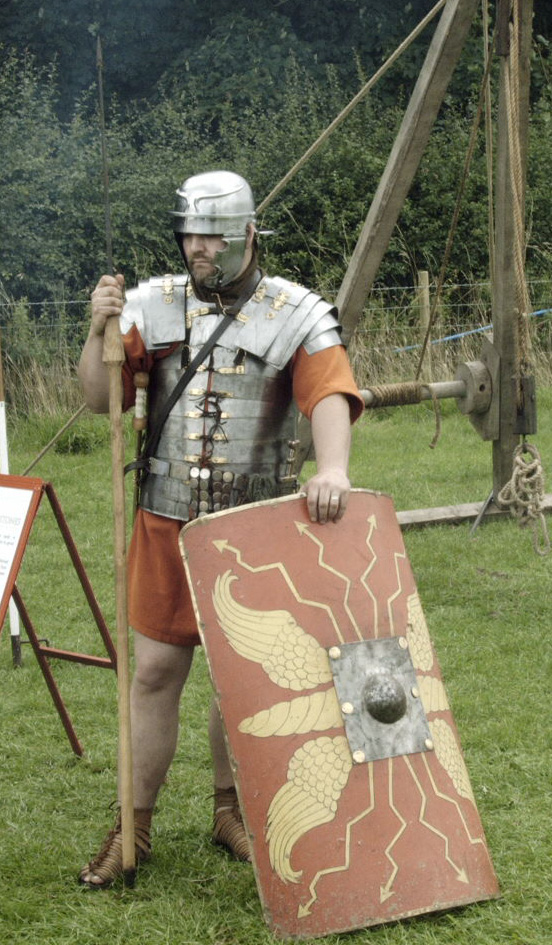
Recreació de l'aspecte d'un legionari romà amb pílum, lorica i escut (s. II).

En els primers temps no hi havia distinció entre exèrcit i legió, Roma disposava d'una sola legió de fins a tres mil infants i tres-cents cavallers. No obstant això les guerres en aquella època eren ràtzies limitades que acabaven amb l'hivern, i és dubtós que alguna vegada s'arribés a reunir l'exèrcit al complet. Ni tan sols era un cos permanent, es reclutava i llicenciava segons les necessitats.
Els tres-cents cavallers (centuriae flexuntes o centuriae celeres) formaven la cavalleria de l'exèrcit de l'antiga Roma. Estaven sota el comandament de tres tribuns de la Cavalleria (Tribuni Celerum) i el cap suprem de la Cavalleria era el Magister Equitum.
L'aristocràcia al principi i les classes riques posteriorment ocupaven la primera línia com a mostra del seu lideratge del poble, i també perquè podia pagar-se el millor equipament, així les seves unitats eren molt eficaces i estaven ben armades. Molt pocs membres de les classes més baixes podien pagar-se'l amb la seva paga de soldat.
Amb el creixement de la població de Roma i les majors necessitats militars el nombre de legions va augmentar primer a dues i posteriorment a quatre.
El comandament suprem de la cavalleria corresponia a un Magister Equitum, i el de la cavalleria de cada legió als Tribuns de la Cavalleria.
El comandament suprem dels infants corresponia inicialment al rei i després als Cònsols o Dictadors (o als Legatus). El comandament dels infants de cada legió corresponia als Tribuns de la Milícia.
Els infants van ser dividits en cinc classes segons el seu armament (en funció de la riquesa personal) sent les tres primeres anomenades hoplites (per l'armadura) i les altres dues vèlits (auxiliars).

#### Unitats
En els primers moments l'exèrcit era simplement una agregació d'unitats indiferenciades inspirada en el falange etrusc. Aquesta, al seu torn, es va crear per la influència de les unitats d'hoplites de la Magna Grècia amb les quals havien entrat en contacte.
La mida de la legió va passar d'uns tres mil homes a més de quatre mil, podent arribar fins als cinc mil. També hi va haver una major especialització dels soldats, però tàcticament no es van produir canvis i es va mantenir l'estructura bàsica del falange hoplita.

##### Armament
Com que cada soldat s'havia de pagar l'equip, aquest depenia de quina de les cinc classes establertes per Serbi Tuli pertanyia l'home. La millor armada era la primera classe:
- Escut: circular.
- Cos: cuirasses, dorsals de bronze, gamberes.
- Elm: casc cònic de bronze.
- Armes: gladius (espasa curta), pílum (javelina).

Les altres classes portaven equipament progressivament menor, segons el poder adquisitiu. La segona classe mancava de cuirassa i l'escut era oval, la tercera mancava, a més, de gamberes, la quarta només tenia pilum i gladius i la cinquena eren foners (llançaven pedres).

### La primera marina romana
En l'any 311 aC es va instituir la figura dels almiralls (Duoviri navals) per a dirigir la petita armada romana, formada per uns pocs vaixells (galeres sobretot) i pels contingents marítims de les ciutats aliades que posseïen marina (com Nàpols, en aquell moment Neapolis).
El 267 aC es van instituir els quatre censors de la marina (Classici quoestores), amb els seus respectius quatre ports: Òstia, Calç (a Campània), Ariminium (Rimini) i una altra seu, el nom de la qual i situació no és conegut.

## Exèrcit durant la República
Amb el pas del temps el sistema militar anava sofrint petits ajusts. Amb l'increment de població la cúria va acabar desplaçant la gens. Les cúries procedien d'antigues organitzacions principalment econòmiques i comercials, però també religioses i judicials. Gradualment les cúries es van anar transformant en simples organitzacions territorials que van ser aprofitades com a unitats de lleva.
L'ensinistrament s'iniciava amb la decursio, un entrenament físic realitzat amb l'equip posat (uns trenta quilos) i incloïa marxes i curses d'obstacles. Posteriorment la instrucció militar incloïa la pràctica de moviments aplicables en les guerres i el maneig d'armes.

### Legió
A començaments de l'etapa republicana la legió es va organitzar amb una estructura molt més formal i estricta. Com que les guerres eren més freqüents i havien deixat de ser simples escaramusses, les batalles requerien més planificació.
A mesura que les campanyes augmentaven en durada es feia evident que la situació d'una ciutadania militaritzada permanentment no era sostenible. Això va suposar molts problemes econòmics fins i tot a la fi del segle v aC i principi del segle iv aC, quan Roma va començar a tenir mida suficient perquè els soldats només fossin una proporció petita de la població. Especialment important va ser la victòria davant la ciutat etrusca de Veïs (369 a C), el territori del qual i població van ser annexionats. En aquesta època l'Estat ja compensava aquells que sofrissin un perjudici econòmic per haver d'abandonar el seu treball.
La lleialtat de l'exèrcit es reforçava pel jurament (sagrament) de fidelitat i obediència als superiors i de no desertar de la batalla. Les faltes de disciplina es castigaven d'acord amb la seva gravetat amb la suspensió del sou, amb assots o fins i tot amb la mort. El càstig per a unitats completes consistia a delmar-les, és a dir, aplicar la pena de mort a un de cada deu legionaris.
Durant el transcurs de l'etapa republicana se solia reclutar un màxim de tres o quatre legions. Tanmateix, van continuar tenint, com durant la monarquia, una existència efímera. Únicament es van fer permanents les legions I a IV. Aquestes, manades per un cònsol, eren els exèrcits consulars. Durant la Segona Guerra Púnica es van reclutar moltes més legions per poder fer front a la gran amenaça d'Hanníbal.
La mida de la legió va passar d'uns tres mil homes a més de quatre mil, podent arribar fins als cinc mil. També hi va haver una major especialització dels soldats, però tàcticament no es van produir canvis i es va mantenir l'estructura bàsica del falange hoplita.

#### Comandaments
Cada legió va quedar sota el comandament d'un cònsol elegit per un període d'un any. Això suposava que moltes vegades aquests dirigents patien de dots militars, i el més habitual era que els cònsols al seu torn anomenessin un legat (legatus), més professional i amb capacitat de comandament que situaven al capdavant de la legió.
La figura del tribú militar va aparèixer formalment en el 331 aC. La legió es va reorganitzar en sis cossos, dirigits pels tribuns militars electes. Aquests cossos es dividien en uns altres deu, les centúries, sota el comandament de sengles centurions. Nominalment cada centúria constava de cent homes, però en realitat el seu nombre podia ser de fins a seixanta; la xifra més habitual estava a l'entorn de vuitanta. Així es va crear una jerarquia formada en primer lloc pel cònsol electe, els seus llegats, els tribuns militars i els centurions.
Un altre canvi obligat per la major durada de les escaramusses va ser la necessitat de prorrogar el mandat del cònsol en campanya. Així va sorgir la figura del Procònsol. La lleialtat dels soldats, que s'anava desplaçant des de l'Estat cap als seus caps directes, va fer que els cònsols i procònsols comencessin a obtenir un gran poder militar i polític.

#### Unitats
La infanteria pesant era la principal unitat de la legió. Estava formada per soldats capaços de costejar-se l'equipament. Segons l'experiència es distribuïen en hastati o braus ('hastatus era el soldat més jove), prínceps (princeps era el soldat entorn de trenta anys) i els triaris (veterans).
La infanteria lleugera o vèlits no tenia una organització ni funció precises. La seva actuació s'ajustava a les necessitats de la batalla. Eren un cos de gran lleugeresa i mobilitat que feia que en moltes ocasions fossin els que més baixes infligien a l'enemic. En general no eren ciutadans romans, sinó aliats (allae que, fins al segle iii aC es reduïen aproximadament a la Itàlia actual).
La cavalleria lleugera o equites estava format per genets experts que, al comandament dels seus oficials, solien atacar pels flancs. En carregar pels flancs i per la rereguarda, sorprenien l'enemic i pressionaven fins a acorralar-lo.

#### Armament

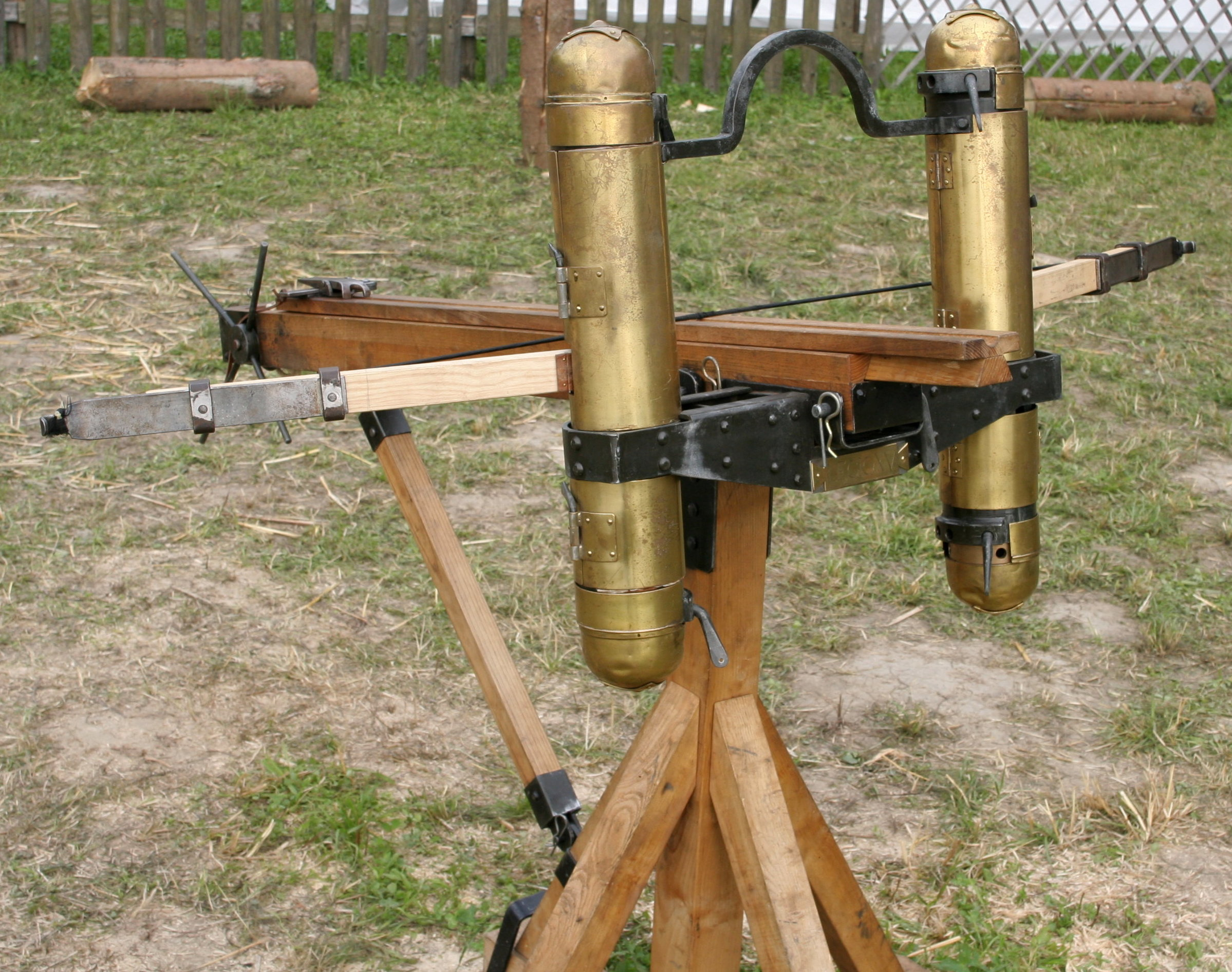
Una balista, maquinària de guerra utilitzada als camps de batalla i setges de l'època.

El tronc es protegia amb una cuirassa completa (frontal i esquena) de la qual hi va haver diversos tipus. La cuirassa més cara eren dues peces de metall que protegien completament el tronc. Pel seu preu i vistositat estaven pràcticament reservades als oficials i a la Guàrdia Pretoriana.
La cuirassa d'escates estava formada per petites peces de metall o os superposades i unides per filferro.
La lorica hamata era una cota de malla.
La lorica segmentata estava formada per fulles de metall allargades. Proporcionava major protecció que la lorica hamata i permetia més mobilitat.
Per protegir el ventre utilitzaven un cinturó de cuir, amb tires penjants per protegir les cuixes.
L'escut podia ser de bronze o de fusta recoberta de cuir, i la seva forma rodona, oblonga, semicircular o cilíndrica
El casc protegia el nas, les galtes i el coll. El dels oficials portava un plomall.
El calçat consistia en unes sandàlies fortes, amb tatxes a la sola, de gran resistència en les llargues marxes.
Les armes eren: un pílum pesat, un pilum lleuger, el gladius i un punyal de doble tall.
A més, portaven una motxilla anomenada loculus on ficaven objectes personals, aigua i racions per a un mínim de tres dies.

#### Marxa i campaments
Al capdavant de la legió marxaven els vèlits explorant el terreny i possibles trampes. Després venien la infanteria, la cavalleria, els encarregats d'aixecar el campament, el general, el seu guàrdia, tropes, les màquines de setge desmuntades, els oficials superiors i la resta de la tropa tancant la marxa.
Amb les reformes de Mari el campament (castrum) en va exercir una paper fonamental en les tàctiques romanes. No es va deixar el seu establiment a l'atzar, sinó que seguia uns principis rígids. Probablement cap altre exèrcit de l'antiguitat no va comptar amb uns campaments, per a una nit o per temps indefinit, amb tals nivells de seguretat.
Externament s'envoltava per un fossat (fossa) de quatre metres d'amplada i tres de profunditat que era excavat per una part dels legionaris, mentre l'altra part es mantenia en estat d'alerta. La terra extreta s'utilitzava per aixecar un terraplè defensiu, l'agger, a continuació del fossat. En el cas de campaments eventuals, com els construïts cada dia al final de la marxa, el vallum, podia ser només l'agger o també addicionar una estacada de fusta. Si el campament era semipermanent, com durant el descans hivernal o un setge curt, el vallum era de fusta o argamassa. I si es tractava d'una cosa permanent, per exemple vigilar la seguretat d'una zona, s'utilitzava la pedra. Després del vallum es deixava un terreny espaiós de trenta a seixanta metres, l'intervallum.
La tenda del general s'aixecava al costat de la intersecció de dos carrers que es creuaven en forma de creu llatina, la via praetoria el braç llarg i la via principalis el braç curt. A cada una de les zones es distribuïen les tendes dels legionaris, seguint una ordenació específica segons el cos. Les tendes tenien capacitat per a quatre legionaris, però n'allotjaven vuit en torns rotatius.

### El combat
L'esquema romà clàssic de combat constava d'una avantguarda de vèlits. A continuació venia la infanteria pesant disposada en tres línies:
- hastati
- principes
- triaris, que només entraven en combat en situacions extremes.

A la dreta de la infanteria es disposava la cavalleria romana, i a l'esquerra la cavalleria dels aliats.
En vista dels seus defectes la formació en falange va ser substituïda pel manípul, consistent en dues centúries sota el comandament del major d'ambdós centurions. Cadascuna d'aquestes tres línies d'infanteria ja no era contínua, sinó que se separava en manípuls, amb un petit canvi d'ordre:
- hastati, deu manípuls de cent vint soldats
- prínceps, deu manípuls de cent vint soldats
- triaris, el manípul del qual constava de seixanta homes
- vèlits, o infanteria lleugera, que es disposava davant de les línies d'infanteria pesant per explorar i pressionar l'enemic sense travar contacte directe

El buit que quedava entre dos manípuls de la primera línia es trobava tancat per un manípul en la segona línia, i de la mateixa forma la tercera línia tancava els buits de la segona. El resultat era una disposició en forma de tauler d'escacs -accies- que dotava de gran flexibilitat als moviments de la infanteria.

### El triomf
Si en una batalla queien almenys cinc mil enemics i s'obtenia una victòria aclaparadora el senat decretava el Gran Triomf. Aquest se celebrava amb una desfilada multitudinària pels carrers de Roma liderada per magistrats i senadors. A continuació anaven els cornetes, el botí, els presoners, el general triomfador amb una corona de llorer, i les seves tropes tancant la desfilada.

### Botí de guerra
A l'enemic, tant riqueses com terres, passaven a ser propietat de l'Estat. Moltes d'aquestes terres se'ls lliuraven a patricis i a generals victoriosos, o bé se'ls arrendaven a preus molt reduïts. Els habitants de la terra passaven a ser esclaus del propietari o arrendatari.
Amb el pas del temps cada vegada era més habitual que fos el mateix cap de l'exèrcit el qui s'alcés amb la propietat del botí i la repartís al seu criteri entre els seus ajudants i la tropa, amb la qual cosa es guanyava la seva fidelitat personal. Això va acabar sent de gran importància política des dels últims anys de la república.
L'iniciador d'aquesta mesura va ser Escipió

### Honor i títols
Els soldats reclutats entre la classe aristocràtica tenien escàs esperit combatiu. Per elevar-lo va caldre dictar una llei que obligava, per aspirar a una magistratura, haver servit deu anys en l'exèrcit, amb la qual cosa es va impedir que l'aristocràcia desertés de les seves obligacions militars.
Els títols i honors són ambicionats. Anteriorment els honors del triomf es concedien només al cònsol que tornava victoriós i augmentava el territori de la República. Després qualsevol escaramussa dona lloc a la celebració d'un triomf, dins o fora de Roma. Per posar límits s'hi va decidir l'any 181 aC que per celebrar un triomf, la batalla havia d'haver originat almenys cinc mil morts, però sovint es van augmentar les xifres als informes per saltar-se la norma. Els títols de victòries, reals o fictícies, augmentaven. Les famílies van començar a adoptar sobrenoms al·lusius (cognomen secundum o agnomen), costum iniciat per Escipió (que es va titular Africanus), pel seu germà (Asiaticus) i pel seu cosí (Hispanicus). El 163 aC el conqueridor de Mesina va prendre el sobrenom de Mesala, i així molts d'altres.

## Modificacions a la darreria delsegleiiaCi durant elsegleiaC

### La crisi de l'exèrcit republicà
Desgraciadament, no tots els cònsols electes eren molt capaços des del punt de vista militar. Per exemple, l'any 113 aC el cònsol Gneu Papiri Carbó va ser derrotat en la batalla de Noreia per tropes invasores de Cimbris i Teutons, morint la pràctica totalitat de l'exèrcit (van sobreviure 20.000 homes d'un total de 200.000).
Aquest desastre va ser seguit per una guerra a l'Àfrica contra el rei Jugurta de Numídia. El cònsol Quint Cecili Metel Numídic va anar enviat a derrotar Jugurta i, si bé no va perdre cap exèrcit, després de dos anys de guerra encara no havia aconseguit la victòria total. Gai Mari, un dels seus legats, va sol·licitar a Metel que li alliberés del seu deure per a poder tornar a Roma i presentar-se al consolat a la fi de l'any 108 aC Quan Mari va esdevenir cònsol júnior (el qui menys vots havia obtingut dels dos) l'any 107 aC i se li va encarregar concloure la guerra contra Jugurta es va trobar que no tenia exèrcit.
L'exèrcit de Metel havia estat assignat al cònsol sènior, Luci Cassi Longí, per expulsar els Cimbris, la qual cosa tornava a amenaçar Roma des dels Alps. D'altra banda, els ciutadans elegibles que quedaven eren molt pocs, a causa dels anteriors desastres militars.
El fons de la crisi venia de què, en anar expandint Roma les seves fronteres i haver d'enfrontar-se a guerres més llargues i llunyanes, a més d'haver d'ocupar territoris estrangers durant anys, es va trencar definitivament el cicle de servei militar. Ja que els soldats ja no eren llicenciats després d'una campanya a temps per atendre les seves terres. I els deutes els feien presa fàcil dels grans terratinents, que dominaven el senat i aprofitaven la situació per aconseguir les terres dels petits propietaris. Juntament a les baixes de les guerres, aquest empobriment va anar destruint la classe mitjana romana que formava el nucli de l'exèrcit. I convertint el servei militar en cada vegada més impopular. Mari, per resoldre aquest problema, va introduir una sèrie de reformes.

### Les reformes de Mari
Cap al final de la República Gai Mari va reformar l'exèrcit. Es va fer permanent. Es van abolir els límits establerts per les classes de Servi Tul·li i es va augmentar la paga del legionari, amb el que el nombre potencial d'aquests va augmentar considerablement. Els nous soldats, sense feina i sense propietats, no desitjaven que arribés el final de la campanya, que també significava el final de la paga. Els soldats s'allistaven per setze anys, període que es va anar ampliant fins a vint o vint-i-cinc.
Les reformes de Mari van dur a la professionalització definitiva de l'exèrcit i la seva configuració clàssica.

### Primera reforma: Reclutament
La part més important de les reformes de Gai Mari va ser la inclusió de les persones sense terres ni propietats, les anomenades capite censi o cens per caps, dins de les persones que podrien allistar-se. Ja que la major part d'aquest grup eren pobres que no tenien capacitat de comprar el seu propi armament, Mari va fer que l'estat els subministrés les armes (que anirien pagant a terminis). Va oferir a la gent sense recursos una ocupació permanent amb paga com a soldats professionals, i l'oportunitat de guanyar diners mitjançant els saqueigs en campanya (subhasta). La gent, que tenia molt poca esperança d'incrementar el seu estatus per una altra via, de seguida van començar a apuntar-se al nou exèrcit de Mari. Els soldats es reclutaven per un termini de 25 anys.
Gràcies a aquesta reforma, Mari va aconseguir dos objectius. En primer lloc, va aconseguir reclutar suficients homes en un període de crisi i d'amenaces externes per a Roma. En segon lloc, va resoldre un greu problema econòmic que hi havia a Roma, provocat per la pèrdua de la major part de la classe mitjana en guerres (tant per la mort dels ciutadans, com per la seva ruïna econòmica, en no poder encarregar-se de les seves propietats en campanya).

### Segona reforma: Estructura militar
Amb aquest exèrcit permanent, i sent l'estat qui subministrava les armes, Mari va poder estandarditzar l'equipament de la legió romana. L'entrenament es mantenia al llarg de l'any, i no només quan era necessari. Mari va organitzar les legions de la següent forma:
Va fer desaparèixer la divisió de la infanteria en seccions especialitzades: hastats, prínceps i triaris. A partir de la reforma, la infanteria legionària constitueix un cos homogeni d'infanteria pesant, sense distincions per raó de l'armament (ara estandarditzat) o per l'edat dels soldats. De la mateixa manera, es va eliminar de la legió el contingent de vèlits, que ja estava totalment en desús: la infanteria lleugera de les legions primitives era molt poc efectiva, com es va demostrar una vegada i una altra durant les guerres púniques i va ser substituïda per cossos especialitzats d'auxiliars, agrupant-se segons el seu origen ètnic i conservant el seu estil peculiar de combat.
- El nombre total d'homes en una legió completa era d'uns 6.000, dels quals aproximadament 5.000 serien soldats. La resta era personal no combatent.
- L'organització interna de la legió consistia en 10 cohorts de 6 centúries cadascuna. Les deu cohorts que integraven la legió anaven numerades, òbviament, de la I a la X, però en organització jeràrquica: la I Cohort tenia el doble de soldats que les altres, generalment la componien els més veterans, i es ocupava la primera fila. La cohort X es desplegava en segona fila, i estava composta pels soldats més passerells.
- La centúria consistia en 80 soldats recolzats per 20 no combatents i dirigits per un soldat professional ascendit d'entre els soldats rasos i anomenat centurió.
- La centúria se subdividia en contubernia (sing. contubernium) grups de 8 homes que compartien una tenda. Tanmateix, la centúria lluitava com una unitat, avançava com una unitat i acampava també com a unitat. Portava amb ella totes les armes i altres provisions i instruments necessaris per mantenir la unitat. Aquesta reducció del comboi de subministraments va fer que la legió fos molt més ràpida en els seus desplaçaments.
- De 2 a 6 legions juntes constituïen un exèrcit.

Des d'aquest moment, les cohorts, de les quals haurien sis a deu, van substituir els manipula com a unitat tàctica bàsica. Cada cohort es componia de 6 a 8 centúries i era liderada per un centurió assistit per un optio, un soldat capaç de llegir i escriure. El centurió gran de la legió era anomenat primus pilus, un soldat de carrera i assessor del legat.
Aquest petit exèrcit, capaç de batre's tot sol en qualsevol modalitat gairebé militar, arrossegava (especialment en època imperial) una gran quantitat de personal civil no directament relacionat amb la legió: comerciants, prostitutes, "esposes" de legionaris (que no podien contreure matrimoni), que en establir-se entorn dels campaments permanents o semipermanents acabaven donant lloc a autèntiques ciutats.
Les legions aviat es van trobar en una condició física i de disciplina insuperable, sense parangó al món antic.

### Tercera reforma: Jubilació
La tercera reforma que Mari va aconseguir introduir va ser una legislació que atorgava beneficis de jubilació als soldats en forma de terres. Els membres del cens per caps que acabaven el servei rebien una pensió del seu general i una finca en alguna zona conquerida a la qual podien retirar-se.
Finalment, Mari va garantir als aliats itàlics (Etruria, Picenum, etc.) la ciutadania romana completa si lluitaven com a soldats auxiliars i completaven el servei.

### Impacte de les reformes de Mari
El primer resultat més obvi va ser una millora en la capacitat militar de l'exèrcit. Ja no era necessari que, quan la República es veiés amenaçada, el general de torn hagués de reclutar a pressa feta un exèrcit, entrenar-lo per lluitar i obeir les ordres, i després fer-lo marxar a la batalla completament novell. Aquest sol fet va ser imprescindible en el creixement i l'èxit de la màquina militar romana i va tenir com a resultat un èxit continuat dels romans en el camp de batalla.
Un altre benefici de les reformes va ser l'establiment de legionaris retirats en terres conquerides. Això va ajudar a integrar la regió a l'imperi, romanitzant els seus ciutadans, i reduint amb això el descontentament i la sensació d'opressió.
Tanmateix, un altre aspecte de les reformes de Mari, que va començar a comprovar-se més endavant com una mena d'efecte secundari, va ser que la lleialtat de les legions va començar a traslladar-se des de l'estat romà (això és, el Senat i el Poble de Roma) cap al mateix general que dirigia l'exèrcit. Va començar a ser comú que els generals, en lloc de retirar-se després de la cessació de les hostilitats, rebutgessin perdre el seu imperium i usessin el seu exèrcit (que li era lleial a ell) per consolidar el seu poder. Això va portar a una sèrie de guerres civils al llarg del segle següent i finalment va conduir a la destrucció de la República i transformació en imperi. Més tard, aquest problema es va disparar amb la crisi del segle iii, en el període de cinquanta anys conegut com a "anarquia militar", on els emperadors pujaven al tron o eren assassinats en funció de la seva capacitat per subornar les tropes, i en un any podien succeir-se més d'un. Fins i tot es va arribar a subhastar el lloc d'emperador. Després d'aquest període de mig segle de caos, Roma va quedar arruïnada i tan dèbil que els bàrbars van començar a ser un problema seriós. Posteriorment, el problema de la lleialtat dels exèrcits va suposar un càncer que va minar una vegada i una altra l'imperi fins al punt de ser un dels principals factors, sinó el major, de la seva decadència i destrucció.

## L'exèrcit a l'època imperial
L'exèrcit es reclutava sense cap limitació de cens. Amb l'entrada dels proletaris l'exèrcit va tendir a una professionalització, si bé aquests soldats tenien més facilitat per al saqueig. Els ascensos es guanyaven per mèrits, per favors o per diners. El temps d'allistament va anar augmentant progressivament i no eren excepcionals serveis de trenta o més anys (amb August es va fixar en 16 anys, amb Tiberi en 20, i uns anys menys per als Pretorians).
L'exèrcit imperial romà va mantenir una bona estructura organitzativa derivada de la república. Entre l'establiment de l'imperi i la meitat del segle ii, l'exèrcit estava organitzat així:
- Legions
- Legions vexil·lars
- Evocats
- Cohorts pretorianes
- Equites pretorians
- Primpilars
- Oficials
- Equites singulars de l'emperador
- Statores
- Speculatores
- Exploratores
- Ales
  - Ala Millaria
  - Ala Quingenaria
- Maure equites i Pannonii veredarii
- Cohortes peditatae
- Cohortes quitatae
- Classici
- Nationes (bàrbars)

A més hi havia les cohorts urbanes i les cohorts de vigilància (vigilum)
Els cavallers i les classes altes havien desaparegut pràcticament de l'exèrcit i la infanteria era difícil de reclutar sense recórrer a les capes més baixes de ciutadans i als provincials sense ciutadania. Per exercir alguns càrrecs municipals calia un cert temps de servei en l'exèrcit. Si calia es recorria a mercenaris estrangers (sobretot germans).
Les legions es reclutaven entre els ciutadans, primer a península Itàlica, però amb l'extensió de la ciutadania es van reclutar progressivament a les províncies en les quals estaven instal·lades.
El nombre de legions oscil·là en tota l'època imperial, sent sempre un nombre pròxim a la trentena (vint-i-tres amb August, després vint-i-cinc, i cap al final eren trenta-dos).
La legió (l'emblema de la qual era una àguila platejada) consistia en deu cohorts (amb el seu respectiu estendard) cadascuna de les quals amb cinc o sis centúries de cent homes (subdividides en decúries), comptant doncs cada legió 5.000 o 6.000 homes d'infanteria, dividits en cinquanta o seixanta centúries. Comptava també amb cent vint homes de cavalleria. Les cohorts s'estructuraven en deu files de 40 o 60 fileres que en temps de Trajà es van reduir a cinc files. Amb Hadrià va sorgir la cohort miliar (composta de 1.200 soldats escollits) mentre les restants cohorts van ser anomenades quingentàries perquè tenien 500 soldats. Des del regnat d'Hadrià el reclutament es va fer exclusivament a les províncies on servia la Legió.
Les centúries estaven al comandament de centurions (el centurió més elevat era el primus pilus és a dir el més antic), per damunt del qual hi havia sis tribuns de la legió de rang eqüestre, i el legatus de la legió, de rang senatorial, que havia estat anteriorment pretor (a les províncies on només hi havia una legió, el legatus de la província i el de la Legió era la mateixa persona).
Els legionaris eren ciutadans reclutats per allistaments voluntaris o en lleves forçoses. A partir de l'any 70 es van reclutar majoritàriament a províncies, sent de vegades fills de soldats veterans establerts a les províncies.
Cada vegada tenien més importància els esquadrons regulars auxiliars i especialment els de la cavalleria (Alae).
El servei militar era de vint anys, més altres cinc sota les banderes (sub vexillis),és a dir, exempts de tasques rutinàries. Els legionaris podien comprar cases a la província en la qual prestaven servei, però no terres, per no descuidar els seus deures militars (en canvi podien comprar terres en altres províncies). El legionari no podia casar-se legalment encara que habitualment vivia amb una dona i actuava com a casat amb caràcter general. En llicenciar-se se li lliurava una parcel·la de terreny individual, o de vegades, conjuntament amb altres legionaris en una colònia (o alternativament rebia tres mil denaris). El veterà no sempre sabia portar la parcel·la, i a més de vegades la terra estava en llocs poc rendibles per les seves condicions orogràfiques. A partir de l'any 90 es va dispensar als veterans de l'impost de portoria i probablement també de l'impost anomenat annona. La prohibició als legionaris de contreure matrimoni va persistir (encara que mai es va complir), però en considerar-se inútil, va ser suprimida a finals del segle ii amb Septimi Sever.
La paga del legionari era de deu asos diaris (és a dir 225 denaris anuals; 1 denari = 4 sestercis = 16 asos) amb els quals devien pagar-se els vestits, les armes, la tenda i subornar als centurions si volien ser eximits d'algun servei. Se'ls pagava tres vegades a l'any (75 denaris cada vegada). Amb Domicià (81-96) la paga es va elevar a 300 denaris anuals (1 denari = 4 sestercis = 16 asos) i s'havia doblat en temps de Caracal·la.
Es van estructurar diverses cohorts especialitzades: les d'infanteria (Pediata), la de cavalleria o mixta (Equitata), la policial (Togata), la de vigilància (excubitoria), la de guarnició en una ciutat (urbana), l'encarregada d'apagar incendis (Vigilum), i l'encarregada de la guàrdia i custòdia imperial o d'un cabdill (Pretoriana).
Aquesta guàrdia personal del general en cap va ser habitual en l'imperi. Existia el quarter general (Guàrdia Pretoriana (o guàrdia del general en cap) els membres de la qual tenien més sou i estaven dispensats dels treballs del campament, i que van arribar a ser els àrbitres de l'imperi.
El comandament suprem de l'exèrcit corresponia a l'emperador. A províncies el comandament corresponia al governador provincial (però aquest estava supeditat a l'emperador, el qual podia apartar-lo del càrrec quan volgués), podent també assumir-lo temporalment l'emperador.
Els Legati legions propretores, lloctinents de la legió amb funcions de pretor (oficials, en grups de deu) s'alternaven en el comandament de la legió i ocasionalment sortia d'entre ells el general o cap únic. El seu nomenament corresponia a l'emperador o al governador de la província. Als llegats els assistien els tribuns militars, que eren designats pel governador provincial o per l'emperador. Els governadors provincials (i evidentment també l'emperador) podien nomenar als centurions.
Al costat dels llegats de la Legió estaven els benefiaciarii (encarregats de missions de confiança), els straten (escuders), els comentarienses (arxivers), els cornicularii (comptadors) i els actuarii (escrivents). Els Tribuns militars es dividien en laticlaves (afectes a l'administració) i angusticlaves (missions pròpiament militars). Als centurions els auxiliava un oficial secundari anomenat optione, alguns dels quals també exercien funcions administratives. En cavalleria el sotsoficial que manava una turma (nou genets) era anomenat decurió. Altres sotsoficials eren el tesserarius (equivalent a un sergent), el signifer, (portador de la insignia) aquilifer (portador d'aigua) o vexillarius (portador de l'estendard), el campiductor (instructor) i el pecuarius (pelleter).
La legió disposava d'arsenals (armamentaria) i de tallers de fabricació i reparació.
Els soldats rebien un sou, donatius imperials en ocasió de l'accés al tron, les festes o els motins, regals (stillaturae) i el botí de guerra. La ració d'aliments diària va ser creixent, consistia en una porció de: blat, sal, vinagre, carn fresca i carn salada.
Els campaments es van convertir en places fortes. Disposaven de muralles i torrasses i es dividien interiorment en quatre parts marcades per dues vies perpendiculars. Contenien sala de banys, sala de reunions, capelles, oficines, presó, hospital, magatzems, etc. Els mercaders, artistes, prostitutes i altres acudien a les seva rodalia i s'establien constituint-se aglomeracions urbanes, així creixien les poblacions civils (Canabae), afegint les cases de banys i amfiteatres. Els terrenys pròxims s'utilitzaven com pastures per al bestiar, i en general s'arrendaven per a aquest fi als pagesos de la zona. Els legionaris posseïen sovint esclaus.
Des d'August es va organitzar la sanitat militar i es van crear serveis mèdics de campanya i hospitals, i una secció de veterinaris per als animals.
En els períodes de pau els legionaris realitzaven exercicis i marxes d'entrenament i construïen atrinxeraments, fortificacions, camins, naus, ponts, túnels, cisternes, monuments, aqüeductes, fonts, etc. Amb Hadrià es van crear les colònies militars que convertien els legionaris en ciutadans dins el seu campament.
L'equip del legionari es va completar i a la cuirassa es va afegir la humeriola per cobrir l'espatlla. El casc es va perfeccionar amb galteres. El cinturó (cingulum) va ser dotat d'un davantal protector format per corretges. El calçat va ser modificat i es va introduir la càliga. També es va introduir una corbata (focale).
La flota romana imperial estava servida per soldats i tripulants (classiarii) i pels remers (esclaus). El seu comandament corresponia als trierarchi (que manaven un vaixell) i praefecti (que manava seccions).

### L'exèrcit a la segona meitat delsegleiii
La nova situació política forçava a mantenir un exèrcit nombrós en peu de guerra. El sou dels legionaris havia augmentat amb Septimi Sever i Caracal·la a uns sis-cents denaris anyals, i sembla que d'aquesta suma ja no se'n restaren més les despeses d'alimentació i d'equipament (vestit, calçat, tenda, armament), si bé això no està acreditat. L'única referència indicativa respecte d'això és que se sap que a finals del segle iii les cohorts auxiliars rebien un salari en efectiu de dos-cents denaris anuals en concepte de despeses d'alimentació.
La paga del legionari era petita, encara que el costum dels emperadors d'efectuar donatius a les legions amb motiu de la seva proclamació augmentava els ingressos (especialment els pretorians que rebien major part). Un dels darrers grans donatius fou el de Septimi Sever qui, amb motiu del seu desè any de govern, va regalar a cada legionari una paga extraordinària (donativa) que ascendia probablement al sou de dos anys (als pretorians els va fer donació de 2.500 denaris). Però aquest donatiu no va ser l'únic, i els donativa podien considerar-se com a part del sou dels legionaris, car si bé eren percebuts irregularment, els emperadors no dubtaven a buidar el tresor de l'estat, si era precís, per assegurar el favor de l'exèrcit.
Però en els confusos anys posteriors al 235, els sous dels legionaris van perdre poder adquisitiu conseqüència de l'acceleració de la inflació. Els donativa, en cas d'existir, serien petits i irregulars. L'estructura de les legions i de les forces auxiliars, gairebé no van variar. No obstant això les unitats auxiliars, ja formades per ciutadans romans únicament, van ser desplaçades als punts conflictius, i van perdre el seu origen local o regional (i de vegades "nacional") en integrar-se a les seves files reclutes de les províncies pròximes a les zones on operaven (probablement els qui cobrien les baixes). L'única diferència entre una legió i una unitat auxiliar, era la mida de la unitat.
Durant aquesta època turbulenta apareixen algunes institucions que més tard es consolidaren: El Comitatus, grup d'unitats que acompanyaven a l'emperador en les seves campanyes, que va prendre el seu nom de Comes, és a dir,companys (de l'emperador); i el dux, sorgit inicialment com un càrrec militar de zona (el primer dux conegut va ser el Dux Ripae, és a dir el cap de la riba, encarregat de la defensa de la frontera de l'Eufrates, la seu del qual sembla haver estat Dura Europos). El Comitatus està documentat en la segona meitat del segle iii, probablement a partir del Galiè (després del 260), mentre que el Dux Ripae existia ja el 240.
El comandament de les legions corresponia a un Legatus de rang senatorial, normalment un antic pretor. Per sota d'ell estaven els Tribuns de la Legió, de rang eqüestre i algun senatorial. Per sota estaven els centurions (oficials), amb un complex sistema de promocions entre ells, sent el principal el primus pilus (el seu comandament fou anomenat primpilat). Finalment estaven els suboficials (decurions i altres) després dels quals arribaven els soldats, des dels més veterans fins als Tirones (reclutes). A partir de l'una data indeterminada entre el 260 i el 280, les persones de rang senatorial van tenir vedat el seu accés als càrrecs militars en la legió (Legatus, Tribuni Militia, Primus pilus), càrrecs que d'altra banda no sempre van recaure en la classe eqüestre. La majoria dels càrrecs eqüestres procedien de les províncies, calculant-se que els procedents d'Itàlia eren només una cinquena part. Després de l'eliminació de les persones de rang senatorial dels comandaments de l'exèrcit, aquests van passar al que es podrien anomenar oficials de carrera, i el pas des de la tropa a l'oficialitat va ser facilitat considerablement, podent accedir amb rapidesa als comandaments elements poc romanitzats.
En aquesta època es van crear els exèrcits mòbils de reserva per a les zones en perill a la frontera; es va crear també la cavalleria pesant com a tropa de xoc.

## Segleiv
Segons la Notitia Dignitatum, les forces armades de l'Imperi Romà sumaven 104.000 homes el 395, dividits en diversos exèrcits de la manera següent:
| Exèrcit       | Soldats |
| Presencial I  | 21.000  |
| Presencial II | 21.000  |
| Orient        | 20.000  |
| Tràcia        | 24.500  |
| Il·líria      | 17.500  |